# هاري كاردويل
هاري كاردويل (بالإنجليزية: Harry Cardwell)‏ هو لاعب كرة قدم بريطاني، ولد في 28 أكتوبر 1996 في Beverley ‏ في المملكة المتحدة. لعب مع غريمسبي تاون ونادي ريدنغ.

## وصلات خارجية
- هاري كاردويل على موقع قاعدة بيانات كرة القدم.إي يو (الإنجليزية)
- هاري كاردويل على موقع Soccerbase.com (لاعب) (الإنجليزية)
- هاري كاردويل على موقع Soccerway.com (الإنجليزية)